# George Albert Hammes
George Albert Hammes (* 11. September 1911 in St. Joseph’s Ridge; † 11. April 1993) war ein US-amerikanischer Geistlicher und römisch-katholischer Bischof von Superior.

## Leben
George Albert Hammes empfing am 22. Mai 1937 das Sakrament der Priesterweihe.
Am 23. März 1960 ernannte ihn Papst Johannes XXIII. zum Bischof von Superior. Der Apostolische Delegat in den Vereinigten Staaten, Erzbischof Egidio Vagnozzi, spendete ihm am 24. Mai desselben Jahres die Bischofsweihe; Mitkonsekratoren waren der Bischof von La Crosse, John Patrick Treacy, und der Bischof von Madison, William Patrick O’Connor.
Am 27. Juni 1985 trat George Albert Hammes als Bischof von Superior zurück.